# Bridge Base Inc.
 Bridge Base Incoperated är ett företag skapat av Fred Gitelman tillsammans med Sheri Winestock år 1990. Företagets första produkter, BASE II (1990) och BASE III (1991), var verktyg utvecklade för analysering av Bridge. 

## Bridge Base Online
Bridge Base Online (BBO) är en webbsajt, ägt av Bridge Base Inc, där folk kan spela gratis mot alla över hela världen. Efter registrering får spelaren fylla i vilket system vederbörande spelar i sin profil. Eftersom vem som helst kan registrera sig och spela, kan det uppstå förrvirring, men eftersom många konventioner används världen över fungerar det relativt väl.

## Verktyg och funktioner
BBO erbjuder förutom att spela bridge en rad andra aktviteter.
- Budträning
- Bakspela internationella tävlingar med röstkommentatorer
- Spela mot robotar
- Spela tävlingar, med eller utan partner
- Bridgebingo
- Titta på intressanta givar och spel
- Nya bridgeproblem
- Samla mästarpoäng

### Robotar
Ginsberg's Intelligent Bridgeplayer (GIB), även kallat "bot", kan hyras för en liten avgift. Robotarna spelar samma "2 över 1"-system som är standard i Amerika. Robotarna används till att fylla ut platser, eller att spela vissa tävlingar med. Det finns många olika tävlingar, alltifrån "Best hands" till "Bingo".

### American Contract Bridge League
Amercian Contract Bridge League (ACBL) är det amerikanska bridgeförbundet. Det går dagligen tävlingar om ACBL mästarpoäng på BBO. BBO har även ett eget mästarpoängsystem. Genom att samla BBO-poäng får spelaren vissa siffror eller symboler vid sin profil varefter han/hon klättrar i ranking.